# Stefan Esterbauer
Stefan Esterbauer (* 1978 in Burghausen) ist ein deutsch-österreichischer Bildhauer.

## Leben und Wirken

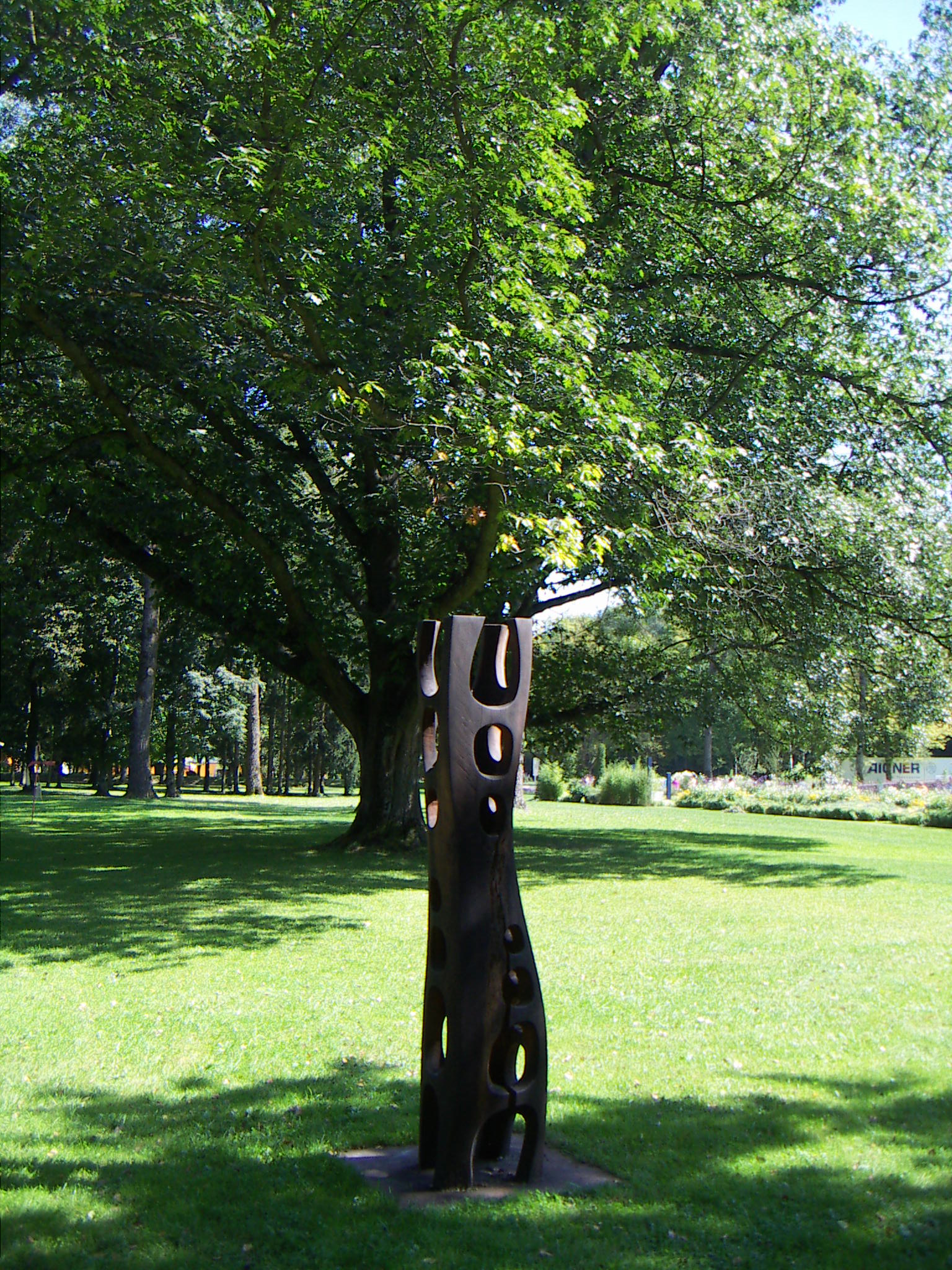
Kunstzone Botanica 09, Skulptur Durchschaubar, 2007

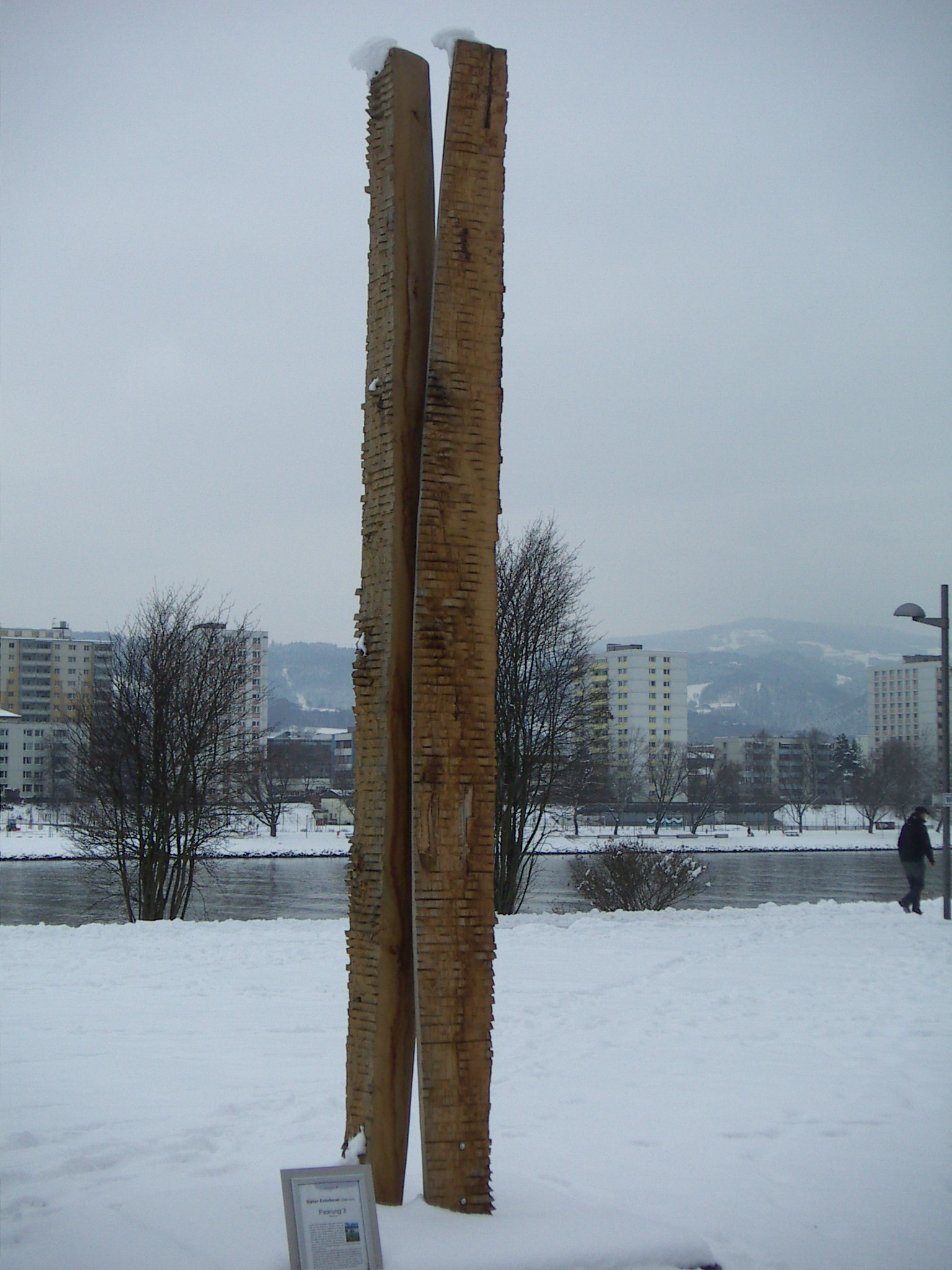
Skulptur PAARung 3, 2008

Stefan Esterbauer machte von 1993 bis 1997 eine Ausbildung als Tischler und arbeitete danach in einer bayerischen Schreinerei. Von 2000 bis 2003 besuchte er die österreichische Bundesfachschule für Bildhauerei in Hallstatt. Anschließend studierte er von 2003 bis 2008 in Österreich an der Kunstuniversität Linz im Bereich Bildhauerei bei Renate Herter und Wolfgang Kirchmayr sowie 2007 auch in Griechenland an der Akademie der Künste in Athen bei Professor George Lappas.
Esterbauer ist seit 2005 Mitglied der Innviertler Künstlergilde.
2008 erhielt er einen Lehrauftrag an der Bundesfachschule für Bildhauerei in Hallstatt. Seit 2003 beteiligte und beteiligt Esterbauer sich an zahlreichen Ausstellungen und Symposien in Österreich und im Ausland; unter anderem hat er von Juni 2008 bis Juni 2009 im Rahmen des Kunstprojektes ARCOgARTen eine Einzelausstellung von Holzskulpturen unter dem Titel PAARungen auf einem Freigelände an der „Linzer Kunst- und Kulturmeile“ Donaulände, nahe dem Brucknerhaus in Linz („Kulturhauptstadt Europas 2009“).
Bei seiner künstlerischen Arbeit als Bildhauer beschäftigt Esterbauer sich unter anderem mit kleineren Plastiken („Modellen“) aus Holz und Gips sowie vor allem mit Skulpturen aus Holz, Stein, Metall und weiteren Materialien. Einen Themenschwerpunkt bilden einfache geometrische Grundformen, die er durch „Aufspalten, Aufschneiden, Spreizen, Aufbiegen, Durchbrechen, Übereinanderstapeln“ bearbeitet und wobei sich durch „das Ausreizen der Belastbarkeit des Materials […] neue Zugänge zu Form und weiters zu inhaltlicher Ausdrucksmöglichkeit“ ergeben.
Esterbauer engagiert sich für soziale Belange und Fragen nach einer humanen Zukunft der Gesellschaft; unter anderem beteiligt er sich als Künstler an Hilfsprojekten von „Pro Mente Oberösterreich“, die sich für psychisch benachteiligte und beeinträchtigte Menschen einsetzen, und ist bei dem regionalen Zukunftsprojekt „Innd’ Zukunft“ aktiv.
Er lebt und arbeitet in Österreich in Linz und Hochburg-Ach.

## Auszeichnungen
- Miloslav-Chlupáč-Stipendium für Steinbildhauer an der Internationalen Sommerakademie für Bildende Kunst Salzburg
- Domus Artium Stipendium im Auslandsatelier des Bundeslandes Oberösterreich, im Egon Schiele Art Centrum in Český Krumlov (Krummau) in Tschechien
- Vivatis Award 2006 der Vivatis Holding AG in Kooperation mit der Kunstuniversität Linz

## Werke (Auswahl)
Im öffentlichen Raum dauerhaft installierte Skulpturen von Esterbauer befinden sich derzeit unter anderem im „Sternzeichenpark“ in Großschönau in Niederösterreich sowie in der Schweiz am „Skulpturenweg Kunst in Sur En“ in Sur En im Unterengadin und am „Skulpturenweg Davos-Frauenkirch – Stafelalp“ bei Davos.
„Modelle“
- Mantel, Fichtenholz
- Öffnung, Gips
- Paarung, Gips

Skulpturen aus Holz
- Bug, 250 × 250 × 500 cm, Fichtenbretter
- Reflexion, 40 × 40 × 160 cm, Birnenholz
- Säule, 55 × 55 × 350 cm, Redgumwood
- Spreizung, 150 × 150 × 600 cm, Fichtenholz
- Teilung 2, 40 × 40 × 200 cm, Nußholz
- Wege, Altargestaltung der Lehmscheidkapelle, gesamt 250 × 180 × 100 cm, Lindenholz und Findling
- PAARungen, Ausstellung „ARCOgARTen“, Linz, bis 450 cm Höhe, Eichenholz

Skulpturen aus Stein
- Tangierende Kreissegmente, 30 × 30 × 60 cm, Pentelischer Marmor
- Torso, 30 × 40 × 70 cm, Bayerwald Granit
- Durchbrochener Würfel, 60 × 60 × 70 cm, Laaser Marmor

Skulpturen aus Metall
- Teilungen, je 10 × 10 × 50 cm, Eisen
- Lineare Strukturen, je 70 × 70 × 1 cm, Eisen

## Ausstellungen (Auswahl)
Einzelausstellungen
- 2008/2009: „PAARungen“, Kunstprojekt ARCOgARTen, Linz
- 2008: „Tag des offenen Denkmals“, Keller in Freistadt (Österreich (Ö))
- 2007: „Überschneidungen“, Turmgalerie Schloss Rosenberg, Zell am See (Ö)

Ausstellungsbeteiligungen
- 2008: „Galerie G“, mit der Gruppe Ars Communicat, Olmütz, Tschechien (CZ)
- 2008: „Galerie Patro“, mit der Gruppe Ars Communicat, Prag (CZ)
- 2008: „Leonardo“, Kunstmuseum Walter, Augsburg (Deutschland (D))
- 2008: „Museum Pachen“, Ausstellung zum Georg-Kanweiler-Preis für Skulptur, Rockenhausen (D)
- 2008: „Festung Eggenfelden“, Bronzegüsse, Eggenfelden (D)
- 2008: „Kloster Raitenhaslach“, mit der Künstlergruppe Die Burg, Burghausen (D)
- 2007: „Ars Communicat“, Arcotel Nike, Linz (Ö)
- 2007: „Objekt 07“, Galerie im 44er Haus, Leonding (Ö)